# Indigofera delagoaensis
Indigofera delagoaensis är en ärtväxtart som beskrevs av Jan Bevington Gillett. Indigofera delagoaensis ingår i släktet indigosläktet, och familjen ärtväxter. Inga underarter finns listade i Catalogue of Life.